# Högåstjärnen, Norrbotten
Högåstjärnen är en sjö i Piteå kommun i Norrbotten och ingår i Åbyälvens huvudavrinningsområde.